# زهرة وعزيز
زهرة وعزيز عداءة ألعاب قوى مغربية، إزدادت بمدينة ولماس يوم 20 ديسمبر 1969، تخصصت في المسافات الطويلة.

## السيرة الذاتية
ولدت زهرة وعزيز في العشرين من ديسمبر عام 1969 في المغرب وتزوجت في العام 2001. كانت العداءة نوال المتوكل الرياضية التي ألهمتها لكي تتدرب وتخوض مجال رياضة الجري، وذلك بعدما شاهدتها تحرز الميدالية الذهبية في سباق الـ 400 متر حواجز في إطار الألعاب الأولمبية التي أقيمت في العام 1984. وقالت زهرة وعزيز في إحدى المقابلات: «لقد كانت (أي نوال المتوكل) مصدر إلهام لكل النساء العرب». وأصبحت زهرة وعزيز بدورها مصدر إلهام بعد أن جذبت أنظار الرياضيين وبشكل خاص إلى الرياضيين.

## الخبرة والجوائز
ظهرت زهرة عزيز على ساحة الرياضة العالمية للمرة الأولى في العام 1993 وجذبت الأنظار بفوزها بالميدالية البرونزية في سباق الـ 5000 متر في 14:53:77 في بطولة العالم التي أقيمت في غوتنبرغ، السويد. واستمرت مسيرة الإنجازات المميزة وحلّت في المركز التاسع في السباق نفسه في الألعاب الأولمبية التي أقيمت في أطلنطا في العام 1996.
لربما أكثر الإنجازات أهمية ً في مسيرة وعزيز المهنية بالنسبة للشعب المغربي هو حلولها في المرتبة الثانية في سباق بطولة العالم للعدو الريفي في مراكش في العام 1998. فقادت فريقها الذي شمل شقيقتها سلمى إلى تحقيق أول لقب نسائي للبلاد في هذا السباق. ويعتبر العام 1999 العام الأفضل والأبرز بالنسبة لزهرة في سباق الـ 3000 متر في بطولة العالم لألعاب القوى داخل الصالات.
| السنة | المنافسة                               | التاريخ  | المكان | المسابقة     |
| ----- | -------------------------------------- | -------- | ------ | ------------ |
| 1994  | الألعاب الفرانكوفونية                  | باريس    | 1      | 10000 متر    |
| 1995  | بطولة العالم لألعاب القوى              | غوتنبرغ  | 3      | 5000 متر     |
| 1998  | بطولة العالم للعدو الريفي              | مراكش    | 2      | العدو الريفي |
| 1998  | بطولة أفريقيا لألعاب القوى             | دكار     | 1      | 3000 متر     |
| 1999  | بطولة العالم لألعاب القوى داخل الصالات | مياباشي  | 2      | 3000 متر     |
| 1999  | بطولة العالم لألعاب القوى              | إشبيلية  | 2      | 5000 متر     |
| 2000  | بطولة العالم للعدو الريفي              | فيلامورا | 2      | العدو الريفي |

## وصلات خارجية
- زهرة وعزيز على موقع الاتحاد الدولي لألعاب القوى (الإنجليزية)
- زهرة وعزيز على موقع اللجنة الأولمبية الدولية (الإنجليزية)
- زهرة وعزيز على موقع أوليمبيديا (الإنجليزية)
- ملف زهرة وعزيز على موقع الاتحاد الدولي لألعاب القوى